# Liste der Monuments historiques in Villers-lès-Nancy
Die Liste der Monuments historiques in Villers-lès-Nancy führt die Monuments historiques in der französischen Gemeinde Villers-lès-Nancy auf.

## Liste der Objekte
| Bezeichnung                                              | Beschreibung | Standort                       | Kennzeichnung | Schutzstatus | Datum | Bild |
| -------------------------------------------------------- | --- | ------------------------------ | ------------- | ------------ | ----- | ---- |
| Gemälde Die zwölf Apostel                                | sowie zwei Kartuschen mit Darstellungen der Evangelisten; Ölfarbe auf Leinwand, maroufliert, um 1881                                      | in der Kirche St-Fiacre (Lage) | PM54001997    | Inscrit      | 1990  |      |
| Liturgische Gewänder                                     | Kasel, Stola, Manipel, Kelchvelum und Bursa; Damast mit Seiden und Metallstickerei, 18. Jahrhundert; im Musée lorrain in Nancy aufbewahrt | in der Kirche St-Fiacre (Lage) | PM54000992    | Classé       | 1971  |      |
| Schultervelum                                            | Seide, mit Metallfaden bestickt, zweite Hälfte des 18. Jahrhunderts                                                                       | in der Kirche St-Fiacre (Lage) | PM54000993    | Classé       | 1982  |      |
| Skulptur Schutzmantelmadonna                             | Holz, farbig gefasst und vergoldet, 18. Jahrhundert                                                                                       | in der Kirche St-Fiacre (Lage) | PM54001996    | Inscrit      | 1990  |      |
| Sakramentsaltar                                          | Altartisch, Altaraufbau und Tabernakel; Holz, farbig gefasst und vergoldet, Ende des 18. Jahrhunderts                                     | in der Kirche St-Fiacre (Lage) | PM54001998    | Inscrit      | 1990  |      |
| Wandvertäfelung, vier Türen und Verkleidung eines Kamins | Holz und Spiegelglas, bemalt, 18. Jahrhundert; im Musée lorrain in Nancy aufbewahrt                                                       | im Pfarrhaus (Lage)            | PM54000991    | Classé       | 1925  |      |